# Felix Bressart
Felix Bressart, född 2 mars 1892 i Eydtkuhnen, Ostpreussen (idag Tjernysjevskoje, Kaliningrad oblast), död 17 mars 1949 i Los Angeles, Kalifornien, var en tysk läkare och skådespelare.
Efter första världskriget påbörjade Bressart sin skådespelarkarriär och under 1930-talets första år medverkade han i populära tyska filmer som Kärlek och bensin och Stenografi och kärlek. Felix Bressart, som var av judisk härkomst, lämnade Tyskland på 1930-talet och kom slutligen till USA. Han medverkade som karaktärsskådespelare i flera Hollywood-filmer med start 1939. Där fick Bressart med sin östeuropeiska framtoning ofta spela ryss, forskare, professor och liknande. 
År 1947 medverkade Felix Bressart också i en kortlivad uppsättning på Broadway. När han inte var engagerad som skådespelare extraknäckte Bressart som läkare.
Felix Bressart avled i leukemi i Los Angeles 1949.

## Filmografi
- 1930 – Kärlek och bensin
- 1931 – Stenografi och kärlek
- 1931 – Äventyrerskan från Dover
- 1939 – Envis som synden
- 1939 – Ninotchka
- 1940 – Den lilla butiken
- 1940 – Pensionatet som blev nattklubb
- 1940 – Jag hatar dig, älskling!
- 1940 – Edison, uppfinnaren
- 1940 – Kamrat X
- 1941 – Blommor i skugga
- 1941 – Ziegfeldflickan
- 1942 – Att vara eller icke vara
- 1942 – Okänt område
- 1942 – Iceland
- 1944 – Det sjunde korset
- 1945 – Utan kärlek
- 1948 – Porträtt av Jennie
- 1948 – Vilda toner
- 1949 – En blondin försvinner